# Hledání nejdelšího společného podslova
Hledání nejdelšího společného podslova je úloha z oboru matematické informatiky, jejíž podstatou je pro zadané řetězce najít jejich nejdelší společné podslovo. Na rozdíl od příbuzné úlohy hledání nejdelší společné podposloupnosti je tedy hledána posloupnost znaků souvislá v obou vstupech.

## Příklad
Společná podslova tří řetězců „ABABC“, „BABCA“ a „ABCBA“ jsou „A“, „AB“, „ABC“, „B“, „BA“, „BC“ a „C“. Nejdelším podslovem je tedy „ABC“ s délkou tři.
```
  ABABC
    |||
   BABCA
    |||
    ABCBA
```

## Formální zadání
Jsou dána dvě slova, slovo {\displaystyle S} o délce {\displaystyle m} a slovo {\displaystyle T} o délce {\displaystyle n}. Úlohou je najít nejdelší slovo, které je podslovem obou dvou.

## Algoritmy
Základním postupem je hledání pomocí sufixového stromu, což má asymptotickou časovou složitost {\displaystyle \Theta (n+m)}. Metodou dynamického programování je lze nalézat se složitostí {\displaystyle \Theta (nm)}.